# Rio Wampú
Wampú é um rio localizado no território de Honduras, na América Central.